# 青年怪醫黑傑克
《青年黑傑克》（日语：ヤング ブラック・ジャック）是手塚治虫原作、田畑由秋創作劇本、大熊由護繪畫的日本漫畫作品，手塚製作公司負責協助、後藤伸正擔任醫學編審。《青年黑傑克》是《怪醫黑傑克》的前傳，於2011年開始在秋田書店漫畫雜誌《Young Champion》連載，2015年第11號上發表動畫化消息，於同年10月至12月播放動畫。2019年本作完結。

## 故事簡介
手塚治虫在1970年代所連載的《怪醫黑傑克》堪稱醫療漫畫的頂尖之作。作中主角間黑男（即後來的黑傑克）是為了什麼而開始無照行醫、成為收取天價醫療費的密醫呢？
1968年代，以醫學院所推動的廢止實習制運動為開端，社會上發起了大規模的學生運動，在這樣的背景之下，黑傑克（間黑男）的醫學生時代不為人知的過去即將揭露。

## 登場人物

### 主要人物
間黑男（配音：梅原裕一郎／大塚明夫【黑傑克】（日本）；蔣鐵城／梁興昌【黑傑克】（台灣））
本作主人公，青年時期的黑傑克。
在本作的時間點的1968年為22歳，在高中畢業後於其中一間三流醫科大學「本越大學」就讀，是一位醫學生。雖然尚未持有醫師執照，但已擁有高超的醫術。因為母親及自己的醫療費而背負著三億多日圓的借款。
在越南篇前往越南找尋藪醫生，在找尋過程中，遭到反政府軍的埋伏並在槍林彈雨中為頸部中彈美軍軍人史蒂夫做緊急頸動脈結紮手術，之後被反政府軍捕捉及虐待．在英的協助下，黑傑克一行人成功逃脫。逃脫後由於史蒂夫病情仍未好轉壞，疽雖已被清除但仍有因為左頸動脈被結紮所以有血循不良的狀況，可能導致腦梗塞，但黑傑克身旁又沒有大量血液，人工血管及移植皮膚可以幫忙動手術，於是鮑伯請求美軍的支援，遇到美軍的奇力柯軍醫，在從旁「觀看」（由於間仍只是位醫學生被軍醫阻止開刀）。軍醫開刀的過程中，對於美軍軍醫這種在有限的條件下做出最好的結果，以豐富經驗為基礎的高超技術深感佩服。
喜歡吃咖哩烏龍麵，吃完麵後會把飯加在碗裡和剩下的咖哩一起吃。
藪（配音：遊佐浩二（日本）；王辰驊（台灣））
間黑男的好友，海洛因中毒的醫師，不敢見血。
紐幾內亞戰役時曾任軍醫，但因在缺乏設備及藥物下，經常面對無法幫助受傷受苦的戰友們的地獄，因此在返回本國後開始出現暈血症。之後在見識過間黑傑克精湛的開刀技術拯救病人後，決定不再自我逃避，奮發向上並前往該時期越戰的戰區不分敵我地為病人治療，而後因為在戰區內行醫，成功克服暈血症。越戰結束後到美國生活。
原型角色來自於手塚治虫作品《きたるべきチャンス》中的綿引博士。
岡本舞子（配音：伊藤靜（日本）；穆宣名（台灣））
間黑男的大學學姐，初登場時是一位醫學生，後來是實習醫生。
因學運導致醫院人手不足，剩下少數醫科生還在院內服務。當時發生了火車事故，大批傷患被送往醫院。舞子被派到大學尋找醫科生幫助卻求助無門。只好找上被稱為怪人的間黑男，雖然只是簡易的救治，但間的處理能力讓舞子留下了深刻印象。正當舞子為了間的手藝而讚嘆時，院內來了一名手腳被火車壓斷的男童，主治教授判斷只能截肢。在所有人都放棄時，間保證男童的手腳還接得上。舞子跟著間將病人轉往熟識的醫院，舞子雖然相信了間，但強調自己必須在一旁監督。
在經過種種事件後，就一直關注間黑男學弟。因為多次契機讓還只是醫學生的間，因未持有醫師執照多次執行手術，對間黑男的未來絕對重重困難。
軍醫·奇利柯（配音：諏訪部順一（日本）；王辰驊（台灣））
美軍的軍醫，青年時期的奇利柯醫生。
擁有著與黑傑克同等級的技術，以及大量的經驗（例如：在開史帝夫刀過程中，為了避免血栓形成，即便可能伴隨著血液無法正常凝固，仍相信自身的經驗，使用肝素1萬五到2萬單位的危險劑量。正常劑量是1萬到1萬2千5）為基礎。一聽到有病人就會不顧自身危險即便是戰場也會前往醫治病人，在美軍軍醫內是數一數二的。與黑傑克合開過美軍軍人史帝夫，及反政府軍的英兩人的刀。
在《怪醫黑傑克》中，在退役後成為了專門替人安樂死的「死神」，與黑傑克是對立的角色。黑傑克是要拯救拉回病人的生命，無論病人有無求生意志都不管，只要病患能康復。而奇利柯卻是替無求生意志的病人「送行」，但偶爾也會幫助黑傑克蒐集疾病資料。
立入燈郎（配音：東地宏樹（日本）；梁興昌（台灣））
討債專家，是間黑男和藪的債權人。最後感嘆間黑男已走上黑暗又荊棘的醫生之路
角色原型取自《森林魔鏡》的乙炔燈，是手塚作品中有名的壞蛋，在《怪醫黑傑克》中也經常出現。

### 複數登場人物
今上繪里（配音：悠木碧（日本）；穆宣名（台灣））
於「狂躁的季節篇」初登場。
投身於學生運動的女大學生。在之前的學生運動中臉部受傷，被間黑男巧遇並且縫補臉上的傷口，而且還很剛好的跟間臉上的疤一樣。不過間處理得很好，完全沒留疤，看不出是第一次做手術的樣子。因此結下緣份。也因此喜歡上了間黑男。也是間黑男的第一位患者。
但是隨著社運組織的活動方針改變，艾莉一起去群馬縣深山進行軍事訓練。間從新聞得知社運組織變得激進，很擔心艾莉，就依照艾莉寄來的明信片上的郵戳，推測他們的據點位置。結果正好遇到艾莉被組織成員處罰，打成重傷。
間在組織成員的阻擋下，硬是要給艾莉動手術。經過一夜治療之後，艾莉的狀況穩定下來，但卻在早上警察攻堅的時候被打死(漫畫版是手術失敗而死亡)。艾莉的死亡，使得黑傑克背負起所有的絕望與苦悶。
角色原型取自手塚作品中《寶馬王子》的主角藍寶石。
百樹丸雄（配音：宮野真守（日本）；梁興昌（台灣））
於「血淚記事篇」初登場。因意外而失去四肢的原外科醫生，為了取回自己做一位醫生的夢想、並跟女友結婚，他必須開發義肢、讓自己有辦法重回手術台。
沒想到在這樣的過程中，他發現自己遭遇的意外根本是一場醫界醜聞與陰謀，重返外科界的夢想也因此破滅。得知真相的百樹開始運用自己擁有的義肢與醫療技術，向陰謀的主使者展開報復。儘管最後被警察逮捕，卻在間黑男的幫助下成功越獄，最後離開了日本，去海外追殺寶。
於「拯救之手」因為被偽裝成政府軍的越南共產軍的炸彈炸到，並且動完手術就死亡。
角色原型取自手塚作品中《多羅羅》的百鬼丸，身體因為父親的野心被48隻魔神分走，在醫生的幫助下運用假手及假眼等機關，向魔神討回自己的身體。
雷蒙德（配音：井上倫宏（日本）；吳文民（台灣））
於「綁架篇」初登場。立入的債務人，因為女兒有白血病但沒有龐大的金額去治療，但只要捐出心臟給教祖就能有一億可以救女兒。但在開始手術時教祖已經死亡，後來間黑男進行整容手術，把教祖跟雷蒙德身分互換，不但救了雷蒙德自身性命也救了他的女兒。
角色原型取自《怪醫黑傑克》的年輕人薩米，在本作則是壯年人。
青山（配音：豐口惠（日本）；張乃文（台灣））
於「逃兵篇」初登場。是越民聯的成員，後來是繪里所屬的學生運動團體的成員。
角色原型取自手塚作品中《狼人傳說》的岩根山琉璃子，在《怪醫黑傑克》中則是瓦特曼博士。
修葛（配音：武內駿輔（日本）；吳文民（台灣））
於「逃兵篇」初登場。是CIA的探員，幫助身為醫學生的間黑男動手術一事將其壓下情報。
角色原型取自手塚作品中《人間昆蟲記》的主角釜石桐郎，在《怪醫黑傑克》中則是巴特醫師。

### 篇章登場人物
其故事中的配角原型參考皆來自於手塚治虫作品世界的中人物，其配角都與手塚作品下有著一定前後角色關係。
「快叫醫生來！」【原作第1話／動畫第1話】
拓也（配音：近藤唯（日本）；穆宣名（台灣））
遭到意外車禍的男孩，嚴重到需要截肢，被還只是醫學生的間黑男所救回。
角色原型取自手塚作品中《寶馬王子》的調皮天使·基古，在《怪醫黑傑克》中曾與皮諾可約會過。
拓也的雙親（配音：櫻井敏治(父)／新谷良子(母)（日本）；吳文民(父)／穆宣名(母)（台灣））
拓也的父母親，父親因為間黑男只是個醫學生便不願意支付龐大的手術費給間黑男。
父親角色原型取自手塚作品中《寶馬王子》的杜拉明公爵，大多是扮演壞人角色。母親只在《怪醫黑傑克》中登場過。
「綁架」【原作第2話～第4話／動畫第2話】
金山留蔵（配音：岡和男（日本）；吳文民（台灣））
救國教教祖，資產家。心臟有問題，在間黑男準備開刀前就已死亡。
角色原型取自《怪醫黑傑克》的葉班繁的父親。
喬（配音：江口拓也（日本）；王辰驊（台灣））
救國教男教徒兼領袖。與綠的外貌十分相似，疑似是雙胞胎，其行為舉止都相當一致。
角色原型取自手塚作品中《空氣底下》喬，扮演綠的男友，在《怪醫黑傑克》中名叫松本英二，扮演鬼魂。
綠（配音：近藤唯（日本）；穆宣名（台灣））
救國教女教徒。與喬的外貌十分相似，疑似是雙胞胎，其行為舉止都相當一致。
角色原型取自手塚作品中《空氣底下》扮演喬的女友，在《怪醫黑傑克》中是英二的妹妹，名叫英子。
「逃兵」【原作第5話～第7話／動畫第3話】
田村（配音：松岡禎丞（日本）；王辰驊（台灣））
越民聯成員，收留美軍逃兵，是間黑男的學弟。
角色原型取自手塚作品中《火鳥未來篇》的主角山之邊雅人。
史密斯（配音：置鮎龍太郎（日本）；梁興昌（台灣））
美軍逃兵，真實身份是CIA臥底探員，負責追查支援逃兵行動的組織。
角色原型取自手塚作品中《諾曼王子》的路易·步多，是名法國人。
馬龍（配音：小田久史（日本）；吳文民（台灣））
美軍逃兵，被越民聯收留。
角色原型取自《怪醫黑傑克》中是個名叫魯芡的男孩。
「越南戰地記事」【原作第8話～第13話／動畫第4話～第6話】
高柳（配音：利根健太朗（日本）；吳文民（台灣））
戰地記者，邀請敷醫生到越南。
角色原型取自手塚作品中《南美派遣記》的主角，名叫日本人。
范/芳（配音：M・A・O（日本）；穆宣名（台灣））
日裔越南人，負責隨隊翻譯。本名是黃英。
角色原型取自手塚作品中《燒野矢八瑪麗亞》的雪杉綠。
鮑伯（配音：安元洋貴（日本）；梁興昌（台灣））
美軍士兵，讓高柳等人同行的運輸部隊隊長，不相信史蒂夫已經觸動地雷死亡。
角色原型取自手塚作品中《空氣底下》，在《怪醫黑傑克》中扮演田口醫師。
史蒂夫（配音：山本祥太（日本）；吳文民（台灣））
遭越共襲擊的重傷士兵，最後觸動地雷死亡。
角色原型取自手塚作品中《飢餓藍調》的軍人。
阿文/安（配音：大澤初命（日本）；王辰驊（台灣））
芳的青梅竹馬，越共士兵，幫助芳等人逃走。
角色原型取自手塚作品中《燒野矢八瑪麗亞》的主角。
「躁動的季節」【原作第14話～第18話／動畫第12話】
藤井（配音：鈴木達央（日本）；吳文民（台灣））
繪里所屬的學運領袖。
角色原型取自手塚作品中《玻璃城的記錄》的札貫一郎。
「沒有痛苦的革命」【原作第19話～第24話／動畫第7話～第8話】
喬尼·巴賽特（配音：吉野裕行（日本）；吳文民（台灣））
不抵抗的原則黑人解放運動的領導人，人稱不死身喬尼。曾在沖繩的美軍實驗中擁有無痛症，後來被里森伯格治好。
角色原型取自手塚作品中《透明人》的詹姆斯·洛夫洛克。
禔亞菈（配音：Lynn（日本）；張乃文（台灣））
喬尼的童年朋友，是岡本在學習國外時代的熟人。
角色原型取自手塚作品中《透明人》的小澤亞美。
里森伯格教授（配音：山野井仁（日本）；梁興昌（台灣））
知名醫師，是腦神經科的權威。
角色原型取自手塚作品中《ミッドナイト》
湯馬士·威廉斯(湯米)（配音：高橋英則（日本）；王辰驊（台灣））
從越南戰爭的實戰經驗應激反應痛苦的人。
角色原型取自手塚作品中《七色鸚哥》的恩師。
「血淚記事」【原作第54話～第66話／動畫第9話～第11話】
阿寶（配音：綠川光（日本）；王辰驊（台灣））
帝都大學病院的外科醫生，百樹醫學生時代的朋友。因為與鯖目和多野設計百樹失事，使其失去四肢加上令其失去失事後第一次的外科手術工作，而被百樹報復砍下左臂（動畫版設定，漫畫版沒砍下），並且做偽證讓法官判處百樹死刑，後來得知百樹逃獄了之後，逃到海外。
角色原型取自手塚作品中《多羅羅》的醍醐多寶丸。
鯖目（配音：平川大輔（日本）；吳文民（台灣））
帝都大學病院的教授，大剛派閥所屬。和寶與多野設計百樹失事，被百樹報復砍下左腿後失血過多死亡（漫畫版是先砍下左手指再砍下左腿）。
角色原型取自手塚作品中《多羅羅》的鯖目。
多野（配音：間島淳司（日本）；吳文民（台灣））
帝都大學病院的教授，大剛派閥所屬。車禍前在車上與百樹發生爭執且讓百樹得知寶和多野也是百樹失事共犯，失事撞下山後，百樹遭撞飛得以逃出，多野則而遭截斷的右臂則被其奪走。
角色原型取自手塚作品中《多羅羅》的仁木田之介。
澪（配音：松井惠理子（日本）；張乃文（台灣））
百樹的婚約者，僅管百樹發生意外後，仍然希望待在百樹身邊。漫畫版有說明姓氏為西野。
角色原型取自手塚作品中《多羅羅》的百鬼丸初戀情人。
露露（配音：大地葉（日本）；穆宣名（台灣））
百樹研究義肢的小孩患者。
角色原型取自手塚作品中《多羅羅》的多羅羅。
大剛景光（配音：子安武人（日本）；吳文民（台灣））
帝都大学病院的院長，也是寶的義父。最後被百樹砍下左腿（漫畫版是右腿），後來遇到逃獄的百樹嚇到心肌哽塞而死。
角色原型取自手塚作品中《多羅羅》的醍醐景光。
伴俊作（配音：富田耕生（日本）；吳文民（台灣））
捜査一課的刑事。
角色原型取自《怪醫黑傑克》中的鬍子老爹，是手塚治虫作品代表角色。

### 其他登場人物
本間丈太郎
黑傑克生命及醫學生涯上的啟蒙者。
阿隆（配音：江口拓也(4話)／逢坂良太(7-8話)／寺島惇太(10-12話)（日本）；王辰驊（台灣））
電視播報員。角色原型取自手塚作品中《火山口》扮演各種各樣的角色，還能通過改變外觀、聲音在各種地方出現。

## 出版書籍
| 卷數 | 秋田書店       | 秋田書店               | 文化傳信       | 文化傳信               | 尖端出版       | 尖端出版               |
| 卷數 | 出版日期       | ISBN                   | 出版日期       | ISBN                   | 出版日期       | EAN / ISBN             |
| ---- | -------------- | ---------------------- | -------------- | ---------------------- | -------------- | ---------------------- |
| 1    | 2012年5月18日  | ISBN 978-4-253-15065-1 | 2013年7月29日  | ISBN 978-988-8195-49-7 | 2014年4月10日  | EAN 471-7702-25873-3   |
| 2    | 2012年10月19日 | ISBN 978-4-253-15066-8 | 2014年1月1日   | ISBN 978-988-8195-65-7 | 2014年5月9日   | EAN 471-7702-26043-9   |
| 3    | 2013年4月19日  | ISBN 978-4-253-15067-5 | 2014年5月12日  | ISBN 978-988-8196-30-2 | 2014年6月10日  | EAN 471-7702-26071-2   |
| 4    | 2013年9月6日   | ISBN 978-4-253-15068-2 | 2014年6月1日   | ISBN 978-988-8196-88-3 | 2014年7月10日  | EAN 471-7702-26117-7   |
| 5    | 2014年2月20日  | ISBN 978-4-253-15069-9 | 2014年7月1日   | ISBN 978-988-8196-99-9 | 2014年8月25日  | EAN 471-7702-26161-0   |
| 6    | 2014年6月20日  | ISBN 978-4-253-15070-5 | 2014年9月1日   | ISBN 978-988-8196-10-4 | 2015年2月5日   | EAN 471-7702-26291-4   |
| 7    | 2014年11月20日 | ISBN 978-4-253-15202-0 | 2014年12月29日 | ISBN 978-988-8318-30-8 | 2015年7月20日  | EAN 471-7702-26623-3   |
| 8    | 2015年5月20日  | ISBN 978-4-253-15203-7 | 2015年10月2日  | ISBN 978-988-8318-88-9 | 2015年11月11日 | ISBN 978-957-10-6300-3 |
| 9    | 2015年9月18日  | ISBN 978-4-253-15204-4 | 2015年11月13日 | ISBN 978-988-8320-47-9 | 2016年3月22日  | ISBN 978-957-10-6530-4 |
| 10   | 2016年4月20日  | ISBN 978-4-253-15205-1 | 2016年9月30日  | ISBN 978-988-8320-91-2 | 2016年9月19日  | ISBN 978-957-10-6918-0 |
| 11   | 2016年10月20日 | ISBN 978-4-253-15206-8 | 2017年4月27日  | ISBN 978-988-8319-78-7 | 2018年1月12日  | ISBN 978-957-107-304-0 |
| 12   | 2017年4月20日  | ISBN 978-4-253-15207-5 | 2017年10月21日 | ISBN 978-988-8319-92-3 | 2021年4月15日  | ISBN 978-957-10-9329-1 |
| 13   | 2018年7月20日  | ISBN 978-4-253-15208-2 |                |                        | 2021年5月18日  | ISBN 978-957-10-9330-7 |
| 14   | 2018年12月20日 | ISBN 978-4-253-15209-9 |                |                        | 2023年12月20日 | ISBN 978-626-37-7388-2 |
| 15   | 2019年4月19日  | ISBN 978-4-253-15210-5 |                |                        |                |                        |
| 16   | 2019年8月20日  | ISBN 978-4-253-15180-1 |                |                        |                |                        |

## 電視動畫
2015年10月1日於日本開始放送，旁白由動畫《怪醫黑傑克》裡的黑傑克聲優大塚明夫擔當。在動畫中大幅刪減描寫手術、血與臟器的鏡頭，並修改部分角色的設定。

### 製作人員
- 原作：手塚治虫、田畑由秋、大熊由護（秋田書店「Young Champion」連載）
- 醫療監修：後藤伸正
- 監督：加瀨充子
- 系列構成、監修：高橋良輔
- 人物設定：片山美雪、三浦菜奈
- 美術設定：西田稔
- 美術監督：柴田正人
- 色彩設計：荒井惠
- 攝影監督：染谷和正
- CG總監：秋元央
- 編輯：渡部珠未
- 音響監督：龜山俊樹
- 音樂：池田大介、古井弘人、秋山健介
- 音樂制作：Being
- 音樂製作人：藁科知之
- 製作人：田中潤一朗、橋本信太郎、植村俊一、市川真衣、福田順、佐藤誠、高野泰博、井川佑
- 動畫製作：手塚製作公司
- 製作協力：手塚製作公司、日本古倫美亞、秋田書店、KlockWorx、第一興商、Being、U-NEXT、GROOVE、DAX International
- 製作：「青年怪醫黑傑克」製作委員會、TBS

### 主題曲
片頭曲「I am Just Feeling Alive」
作詞：UMI☆KUUN，作曲、編曲：德永曉人，主唱：UMI☆KUUN
片尾曲（All Categorize）
作詞、作曲、主唱：焚吐，編曲：Neru

### 各話列表
| 話數 | 日文標題 | 中文標題            | 劇本       | 分鏡              | 演出       | 作畫監督                                            | 片尾插畫   | 改編漫畫       |
| ---- | -------- | ------------------- | ---------- | ----------------- | ---------- | --------------------------------------------------- | ---------- | -------------- |
| #1   |          | 醫生在哪裡！        | 森田眞由美 | 寺田和男          | 吉村文宏   | 瀬谷新二、内田裕、齊藤圭太 篠原隆、青木一紀、千葉茂 | 杉野昭夫   | 第1話          |
| #2   |          | 綁架                | 森田眞由美 | 東海林真一        | 又野弘道   | 青木一紀                                            | 咖哩澤薰   | 第2話～第4話   |
| #3   |          | 逃兵                | 野崎透     | 加瀨充子          | 前園文夫   | 齊藤圭太、清水健一                                  | 森Chack    | 第5話～第7話   |
| #4   |          | 身在越南 其一       | 野崎透     | 寺田和男          | 西田健一   | 内田裕 立石大典（機械）                             | ERIMO      | 第8話～第9話   |
| #5   |          | 身在越南 其二       | 野崎透     | 西田正義          | 山口賴房   | 小林明美、齊藤圭太、千葉茂 立石大典（機械）         | 泉谷步     | 第10話～第11話 |
| #6   |          | 身在越南 其三       | 野崎透     | 於地紘仁          | 前島健一   | 小林緣、申馨植 立石大典（機械）                     | ゆーぽん   | 第12話～第13話 |
| #7   |          | 沒有痛苦的革命 其一 | 金春智子   | 東海林真一        | 東海林真一 | 青木一紀、清水健一、千葉茂                          | 石黑正數   | 第19話～第21話 |
| #8   |          | 沒有痛苦的革命 其二 | 金春智子   | 於地紘仁 寺田和男 | 前園文夫   | 内田裕、斉藤圭太                                    | 小田すずか | 第22話～第24話 |
| #9   |          | 血淚記事 其一       | 森田眞由美 | 藤本聡            | 西田健一   | 興村忠美、Lee Jun Jong Hwang mi jung                | 左近堂繪里 | 第54話～第58話 |
| #10  |          | 血淚記事 其二       | 森田眞由美 | 鈴木卓夫          | 山口賴房   | 半田大貴、櫻井木之實 南伸一郎、飯飼一幸             | 梅田阿比   | 第58話～第62話 |
| #11  |          | 血淚記事 其三       | 森田眞由美 | 又野弘道          | 又野弘道   | 清水健一、千葉茂 Lee Jun Jong、Hwang mi jung        | 田中圭一   | 第62話～第66話 |
| #12  |          | 狂躁的季節          | 森田眞由美 | 鈴木卓夫 寺田和男 | 前園文夫   | 齊藤圭太、陳占東、興村忠美 千葉茂、立石大典         | 大熊由護   | 第14話～第18話 |

### 播放電視台
日本深夜動畫：下文記載的日本国内播放時間使用日本標準時間（UTC+9）表示。因為部分時間标识會採用30小时制，因此請留意这类超过24:00的时间，其實際播放時間為翌日清晨。
| 播放地區   | 播放電視台  | 播放日期                 | 播放時間（UTC+9）                     | 備註   |
| ---------- | ----------- | ------------------------ | ------------------------------------- | ------ |
| 關東廣域圏 | TBS電視台   | 2015年10月2日－12月18日  | 星期五 2時16分－2時46分（星期四深夜） | 製作局 |
| 中京廣域圏 | CBC電視台   | 2015年10月2日－12月18日  | 星期五 3時30分－4時00分（星期四深夜） |        |
| 兵庫縣     | SUN電視台   | 2015年10月2日－12月18日  | 星期五 23時30分－0時00分              | 獨立局 |
| 日本全國   | BS-TBS      | 2015年10月4日－12月20日  | 星期日 1時30分－2時00分（星期六深夜） |        |
| 日本全國   | TBS Channel | 2015年10月12日－12月28日 | 星期一 1時30分－2時00分（星期日深夜） | 有重播 |

| 播放地區 | 播放電視台 | 播放日期                 | 播放時間（為當地時間）       | 備註                  |
| -------- | ---------- | ------------------------ | ---------------------------- | --------------------- |
| 香港     | Animax     | 2016年6月6日－6月21日    | 星期一至二 22:00－23:00      |                       |
| 臺灣     | Animax     | 2016年8月2日－8月13日    | 每日（週三以外）20:30－21:00 | 含中文配音 有重播時段 |
| 臺灣     | Animax HD  | 2016年11月13日－11月24日 | 每日（週六以外）20:30－21:00 | 含中文配音 有重播時段 |

### BD／DVD
| 卷 | 発売日         | 收錄話數        | 規格編號 | 規格編號  | 規格編號  | 規格編號  |
| 卷 | 発売日         | 收錄話數        | BD初回盤 | BD通常盤  | DVD初回盤 | DVD通常盤 |
| -- | -------------- | --------------- | -------- | --------- | --------- | --------- |
| 1  | 2015年12月23日 | 第1話 - 第2話   | XT-3371  | COXC-1161 | XT-3381   | COBC-6881 |
| 2  | 2016年1月27日  | 第3話 - 第4話   | XT-3372  | COXC-1162 | XT-3382   | COBC-6882 |
| 3  | 2016年2月24日  | 第5話 - 第6話   | XT-3373  | COXC-1163 | XT-3383   | COBC-6883 |
| 4  | 2016年3月23日  | 第7話 - 第8話   | XT-3374  | COXC-1164 | XT-3384   | COBC-6884 |
| 5  | 2016年4月27日  | 第9話 - 第10話  | XT-3375  | COXC-1165 | XT-3385   | COBC-6885 |
| 6  | 2016年5月25日  | 第11話 - 第12話 | XT-3376  | COXC-1166 | XT-3386   | COBC-6886 |

## 外部連結
- 青年怪醫黑傑克 | 秋田書店 （页面存档备份，存于） （日語）
- 「青年怪醫黑傑克」漫畫官方的X（前Twitter） （日語）
- 青年怪醫黑傑克 官方網站 | TBS電視台 （页面存档备份，存于） （日語）
- 電視動畫「青年怪醫黑傑克」官方網站 | 日本哥倫比亞 （页面存档备份，存于） （日語）
- 電視動畫「青年怪醫黑傑克」的X（前Twitter） （日語）